# Römerturm (Augsburg)

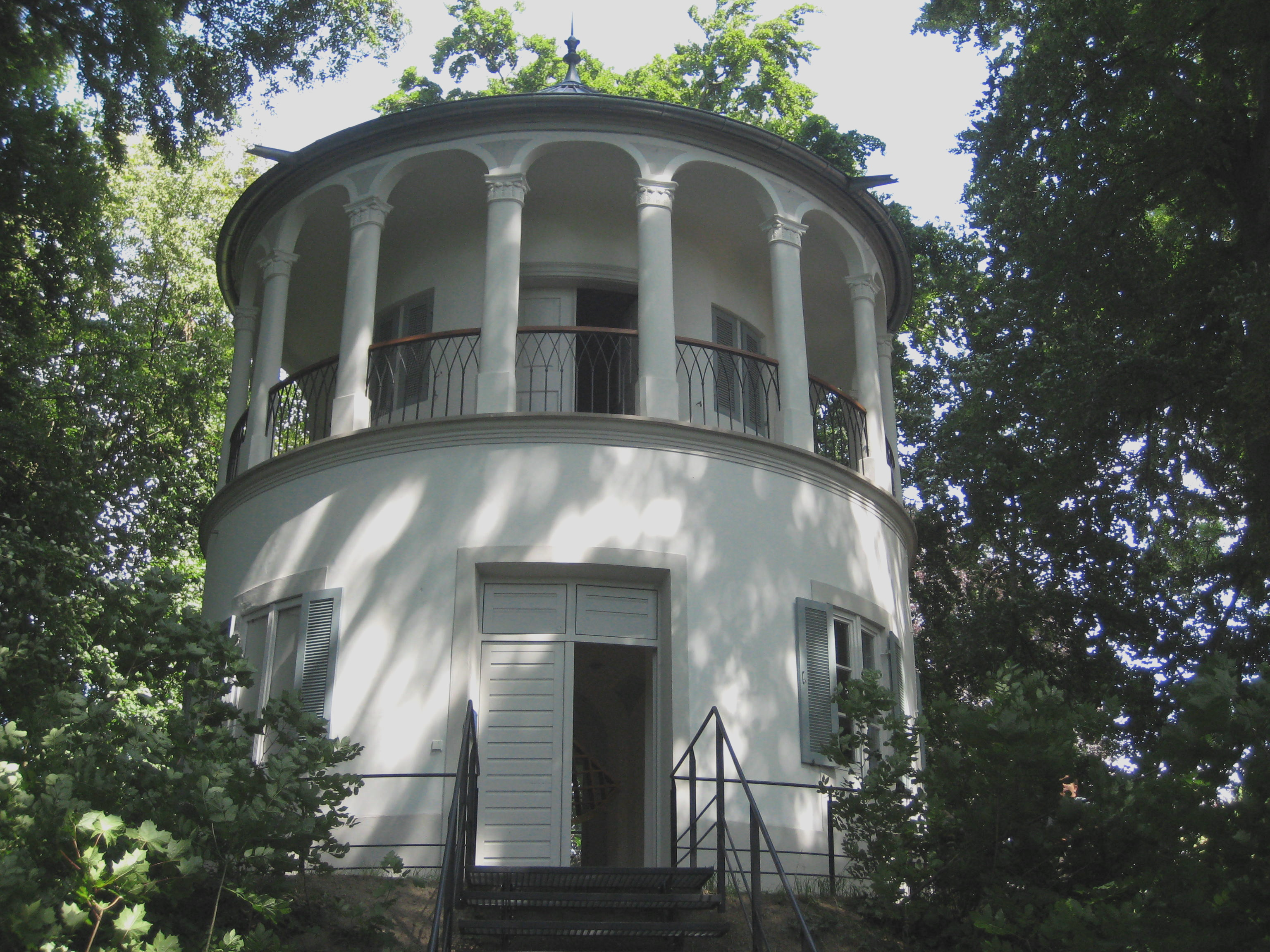
Der Römerturm in Göggingen

Der sogenannte Römerturm in Augsburg-Göggingen ist ein im maurischen Stil gestalter Gartenpavillon des 18./19. Jahrhunderts, beruhend vielleicht auf einem spätmittelalterlichen Befestigungswerk.
Er befindet sich im Park des früheren Graf-von-Seysselschen Anwesens. Er ist der Öffentlichkeit vom Park des Gögginger Kurhauses aus zugänglich und beherbergt heute das Tycho-Brahe-Museum.

## Bauwerk

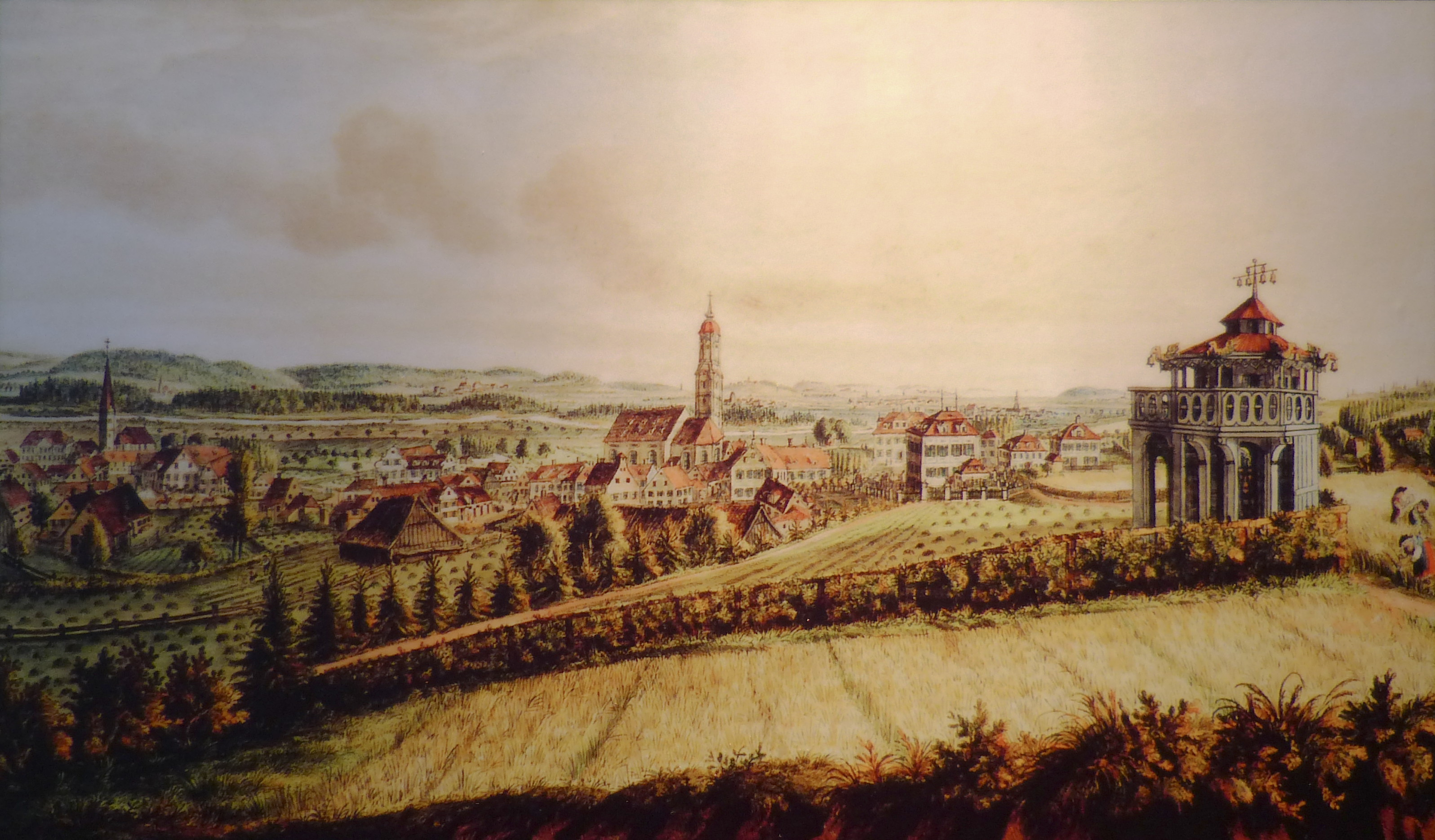
Ansicht von Göggingen um 1790/1795. Im Vordergrund rechts der Römerturm, bzw. dessen Vorgängerbau

Eine Deutung des Namens „Römerturm“ ist, dass der Standort sich nahe der alten Römerstraße Augsburg – Kempten – Bregenz befindet, auf deren Trasse jetzt die Straße „Römerweg“ verläuft. Einer anderen Mutmaßung nach könnten die Grundmauern bis in die Römerzeit zurückreichen. Die Grundmauern sind deutlich älter als der heute darüber gebaute Pavillon und sind mit ihrer Stärke von 1,35 m für das derzeitige Gebäude auch deutlich zu stark ausgelegt. Das hat zu der Vermutung geführt, sie könnten zu einem Bauwerk gehören, das im Jahr 1462 im Kampf der Reichsstadt Augsburg gegen Herzog Ludwig von Bayern nach hartem Kampf zerstört worden sein soll, nach hartnäckiger Verteidigung durch acht „brave“ Gesellen. Der Turm und die acht Schwerter der wackeren Kämpfer bildeten seit 1837 das Wappen des früheren Marktes.
Einer anderen Überlegung nach könnten die Grundmauern auch die eines alten Wasserturms gewesen sein. Bei der Renovierung konnte die Sachlage nicht wissenschaftlich geprüft werden.
Der auf die Grundmauern aufgesetzte Gartenpavillon ist ein Bauwerk des 18. oder 19. Jahrhunderts, das jedenfalls vor 1830 errichtet wurde und seine heutige Gestalt zwischen 1870 und 1880 erhielt. In einem Durchmesser von ca. 7,5 m erhebt sich über einem Kellergeschoss mit Kuppelgewölbe eine gemauerte doppelstöckige Rotunde, im Erdgeschoss mit breiter Fenstertür und sieben regelmäßigen Fensterdurchbrüchen. Aus dem Innenraum, wo acht Säulen mit Spitzbogenarkaden die Decke tragen, führt eine gewendelte Treppe ins Freie zum breiten Umgang des oberen Stockwerks. Hier umgibt ein Arkadenumgang mit 16 zierlichen Säulen ein inneres geschlossenes Rundzimmer. Ein flaches Kegeldach schließt das Bauwerk in ca. 10 Metern Höhe ab.

## Sanierung
1990 kaufte die Stadt Augsburg den Gartenteil mit dem Rundbau, der noch nach dem Zweiten Weltkrieg längere Zeit bewohnt gewesen war. Die grundlegende Sanierung, die im Frühjahr 2007 abgeschlossen werden konnte, war aber erst dank einer großzügigen privaten Spende möglich.
Während im Obergeschoss des Turms wechselnde Ausstellungen stattfinden sollen, ist im Erdgeschoss ein kleines Museum eingerichtet.

## Tycho-Brahe-Museum

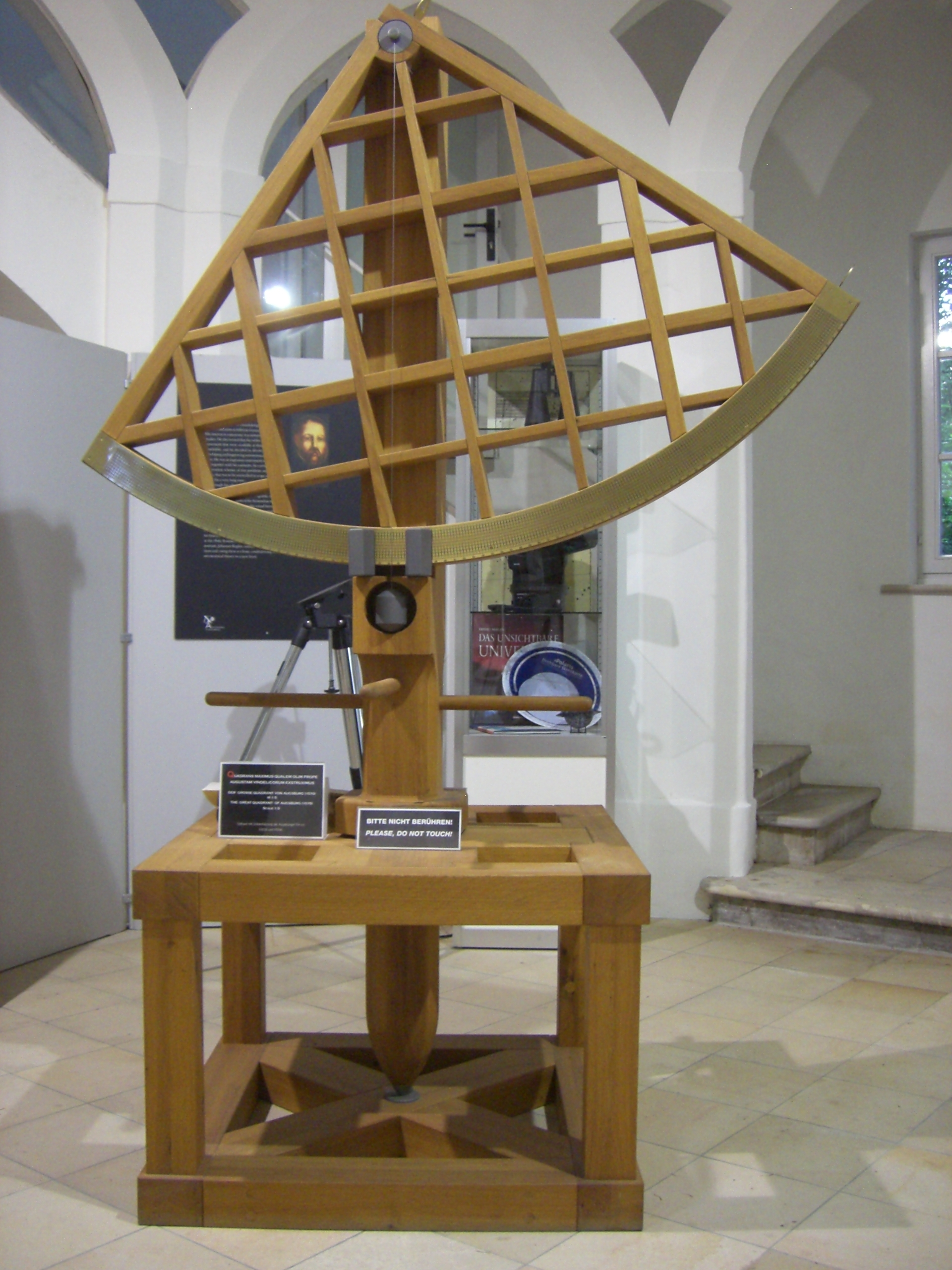
Modell des Augsburger Quadranten im Maßstab 1:5

Der dänische Astronom Tycho Brahe verbrachte als junger Mann von April 1569 bis April 1570 ein ganzes Jahr in Augsburg. Nach seinen Plänen und mit Hilfe von Gönnern entstand hier das erste Präzisionsgroßinstrument der neueren Astronomie-Geschichte, der Augsburger Quadrant. Das etwa 10 Meter große Instrument aus Eichenholz, mit Eisen verstärkt, wurde im Schlosspark des Augsburger Bürgermeisters Paul Hainzel, der ein begeisterter Astronom war, außerhalb der Stadt aufgestellt. Der Aufstellungsort des Augsburger Quadranten ist nicht genau bekannt, aber er muss in der Nähe des Römerturms gewesen sein. Der Augsburger Quadrant wurde erst nach Tycho Brahes Abreise fertiggestellt, aber Hainzel führte mit ihm Messungen durch.
Das im Erdgeschoss des sanierten Römerturmes eingerichtete Tycho-Brahe-Museum präsentiert einen im Maßstab 1:5 verkleinerten Nachbau des Augsburger Quadranten sowie Informationstafeln auf Deutsch und Englisch.